# Stanisław Lipski (kompozytor)
Stanisław Samuel Lipski (ur. 9 kwietnia lub 22 lipca 1880 w Warszawie, zm. 6 października 1937 w Krakowie) – polski kompozytor i pianista.

## Życiorys
W latach 1892–1900 studiował w Konserwatorium Towarzystwa Muzycznego w Krakowie u Władysława Żeleńskiego. Studia kontynuował u Hugo Leichtentritta w Berlinie oraz Teodora Leszetyckiego i Roberta Fuchsa w Wiedniu. Po powrocie do Krakowa działał jako akompaniator i nauczyciel gry na fortepianie. Od 1910 do 1932 roku prowadził klasę fortepianu w Konserwatorium Krakowskim. W latach 1926–1928 był również wykładowcą Śląskiej Szkoły Muzycznej w Katowicach. W 1934 roku w uznaniu zasług artystycznych otrzymał dyplom i odznakę honorową Prezydium Rady Naczelnej Polskich Związków Śpiewaczych i Muzycznych w Warszawie.
Pisał pieśni solowe do słów poetów młodopolskich, m.in. Lucjana Rydla i Kazimierza Przerwy-Tetmajera. Utwory te cechują się rozmaitością nastrojów, bogatą chromatyką, rozbudowanymi partiami fortepianowymi i dbałość o związek muzyki z tekstem. Przygotowywał również opracowania chóralne pieśni ludowych. Komponował ponadto miniatury fortepianowe.